# Bakåtpassningsregel (fotboll)
Bakåtpassningsregel hemåtpass/passningsregel eller tillbakaspelsregel, är en regel inom fotboll som innebär att en fotbollsmålvakt inte får beröra bollen med händerna då den spelas tillbaka (bakåtpassning) med fötterna eller vid inkast från en spelare i det egna laget. Den beskrivs i Regel 12 – Otillåtet spel och olämpligt uppträdande.
Målvakten är annars den enda spelare i laget som, inom det egna straffområdet, får vidröra bollen med händerna genom att stoppa, fånga och hålla i bollen. Undantaget är de tillfällen då bollen medvetet passas dit av en medspelare genom spark eller inkast, vid sådana tillfällen får målvakten inte beröra bollen med händerna utan enbart använda huvud och fötter såsom en utespelare. Om målvakten tar bollen med händerna vid en bakåtpassning tilldöms motståndarlaget en indirekt frispark från den punkt där regelbrottet begicks.
Målvakten får däremot använda händerna vid bakåtpassning om medspelaren passade bollen genom att nicka, brösta eller knäa den.
Bakåtpassningsregeln introducerades 1992 för att motverka maskning och defensivt spel efter Världsmästerskapet i fotboll 1990 där återkommande tillbakaspel till målvakterna gjorde spelet långsamt och tråkigt.